# El golpe de gracia
El Golpe de Gracia es un programa humorístico de entretenimiento radiofónico español, presentado y producido por el Grupo Risa y que se emite los sábados en la Cadena COPE. En su emisión estándar, tiene una duración de 50 minutos, reduciéndose a 20 minutos los sábados en los que Real Madrid, FC Barcelona o Atlético de Madrid juegan a las 16:00 horas. Ocasionalmente, los sábados que no hay Liga BBVA suele alargar su duración. Desde el sábado 3 de mayo de 2014 se emite dentro del programa Tiempo de Juego.

## Historia
Para la temporada 2012/2013, debido a los horarios de la Liga BBVA, Tiempo de Juego adelanta su emisión los sábados y comienza a las 16:00 horas. Esto hace que la emisora decida ocupar la hora anterior con un programa de entretenimiento, para lo que elige a Antonio Jimeno y Fernando Martín con De Higos a Brevas, transformándolo, de programa temporal que se emitía cuando no había fútbol, a un programa de periodicidad semanal. Todo hacía indicar que el espacio renovaba de cara a la temporada 2013/2014, pero tras el fichaje del Grupo Risa, la Cadena COPE decide que sean ellos quienes se ocupen de esa hora con El Golpe de Gracia.

## Secciones

### Las noticias de Matías
Matías Prats se encarga de leer "noticias", normalmente absurdas, que terminan con un chiste fácil con su estilo característico.

### Anselmo Mancebo
El conocido cronista de la DGT, con su "pachorra" y estilo característico, versiona una canción conocida de cualquier estilo para dar la información del tráfico.

### Golden classic
En esta sección, se rememoran bromas míticas del pasado.

### No va más
En la despedida del programa, el Grupo Risa versiona la canción "No va más" de "Revólver" para dar paso a Tiempo de Juego.

## Audiencias
El Golpe de Gracia tiene una audiencia de 150.000 oyentes según la I oleada del EGM de 2014, con un aumento de un 3,4% y 5.000 oyentes respecto a la anterior oleada; y casi cuadruplicando el dato de hace un año, correspondiente al programa De Higos a Brevas.
Éstos resultados hacen que sea el segundo programa específico de la radio generalista más escuchado en su franja horaria, por detrás de Como el perro y el gato de Onda Cero, que cuenta con 184.000 oyentes. También estaría por detrás de La Script de la Cadena SER, que obtiene 174.000 oyentes, pero ésta emisora ha decidido que ésta franja horaria pertenezca al programa Carrusel Deportivo con el fin de acumular más oyentes en la lucha que mantiene por el liderato con Tiempo de Juego.